# Neljäs linja
La quatrième ligne (finnois : Neljäs linja) est une rue de la section Linjat du quartier Kallio à Helsinki  en Finlande.

## Présentation
La quatrième ligne, d'environ 600 mètres de long, commence à Hämeentie et se termine à Castréninkatu.
Le long de la quatrième ligne se trouvent, entre autres, l'église du Kallio (Lars Sonck, 1912), l'école primaire de Kallio (Jung & Bomansson, 1910) et la salle paroissiale de Kallio (Kaarlo Borg, 1926).
La plupart des bâtiments résidentiels de la quatrième ligne datent des années 1950 et 1960.

## Rues croisées du sud-est au nord-ouest
- Hämeentie
- Porthaninkatu
- Siltasaarenkatu
- Suonionkatu
- Castréninkatu

## Galerie

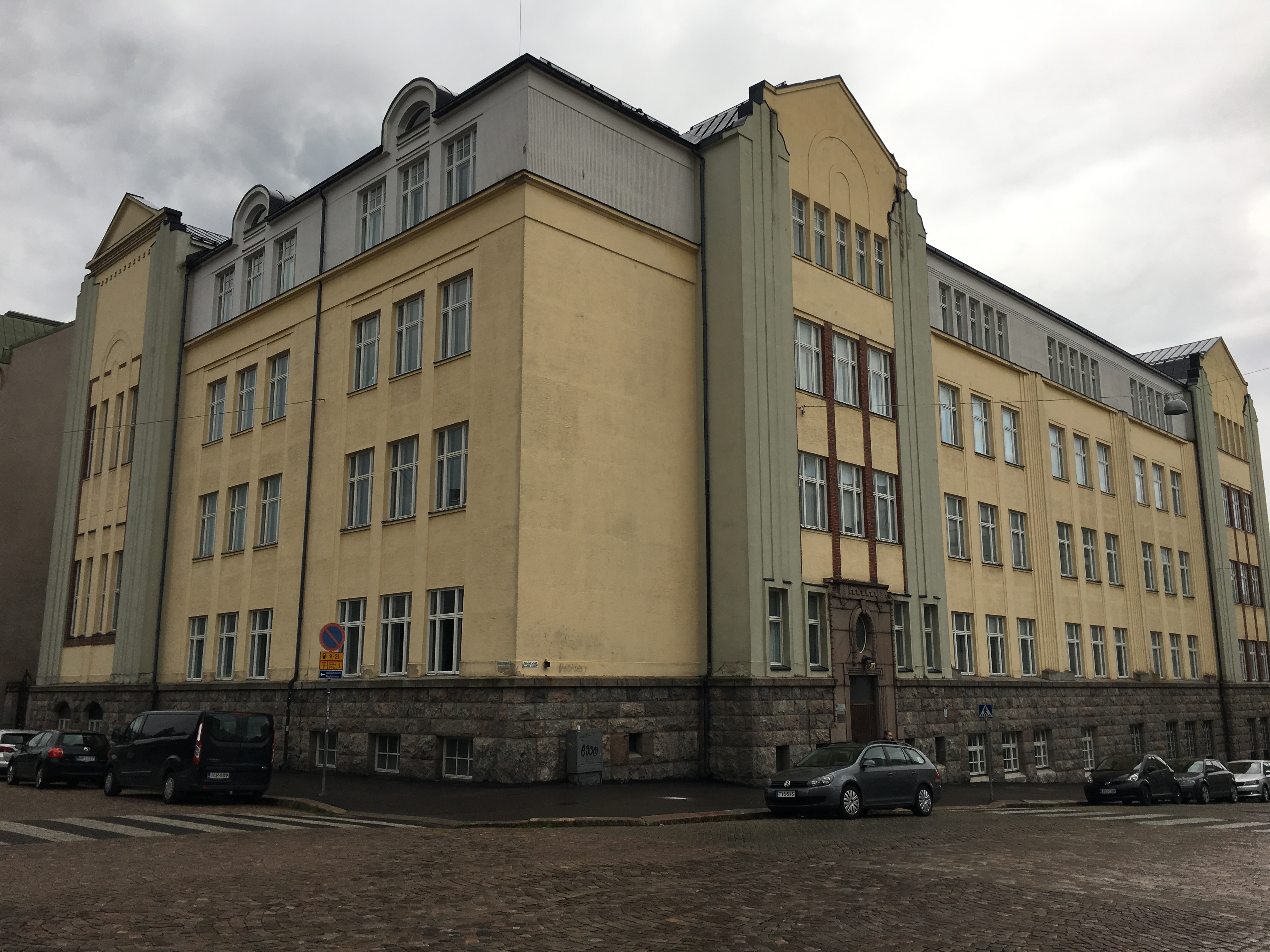
École primaire de Kallio.
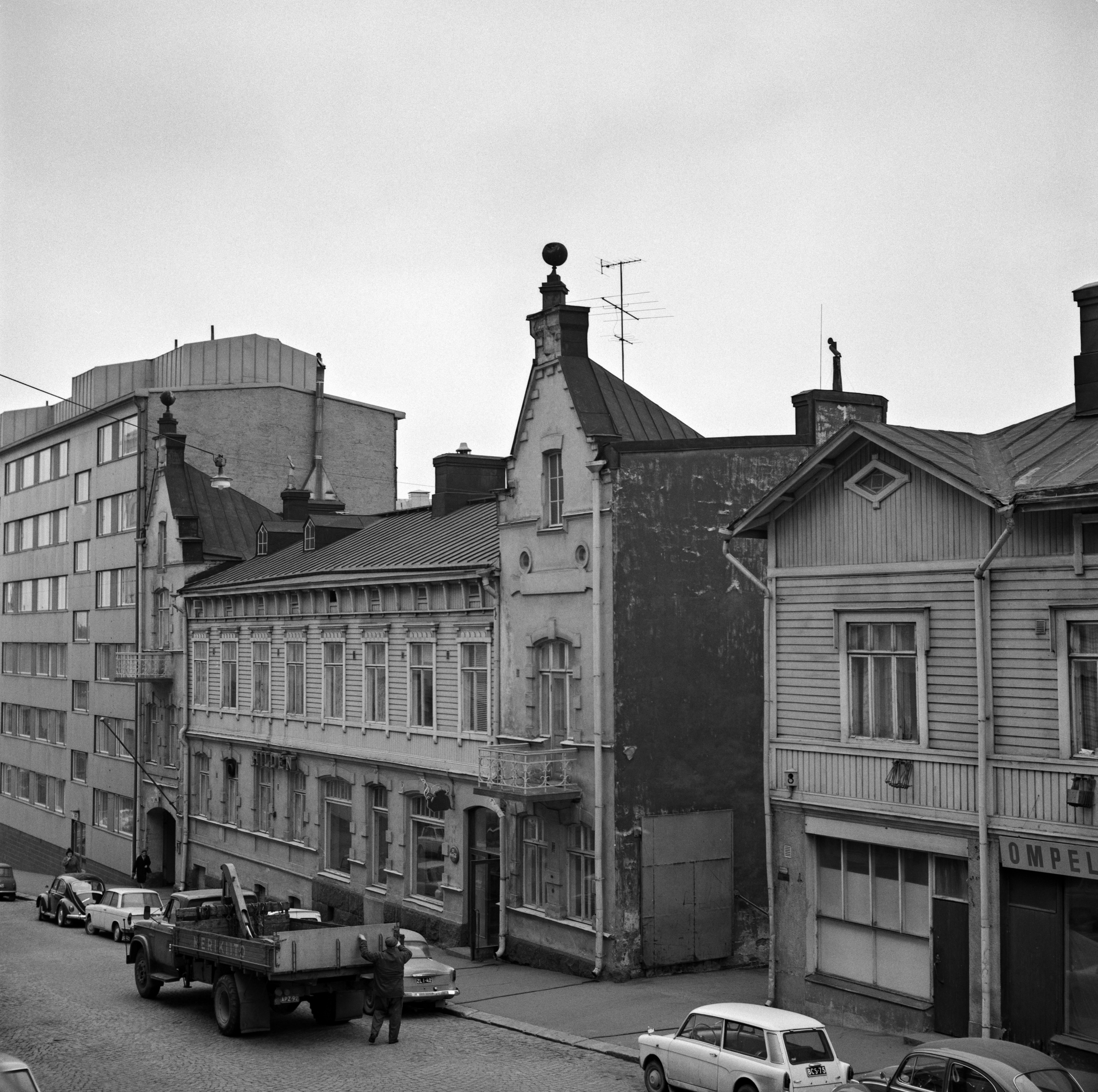
Neljäs linja 6.
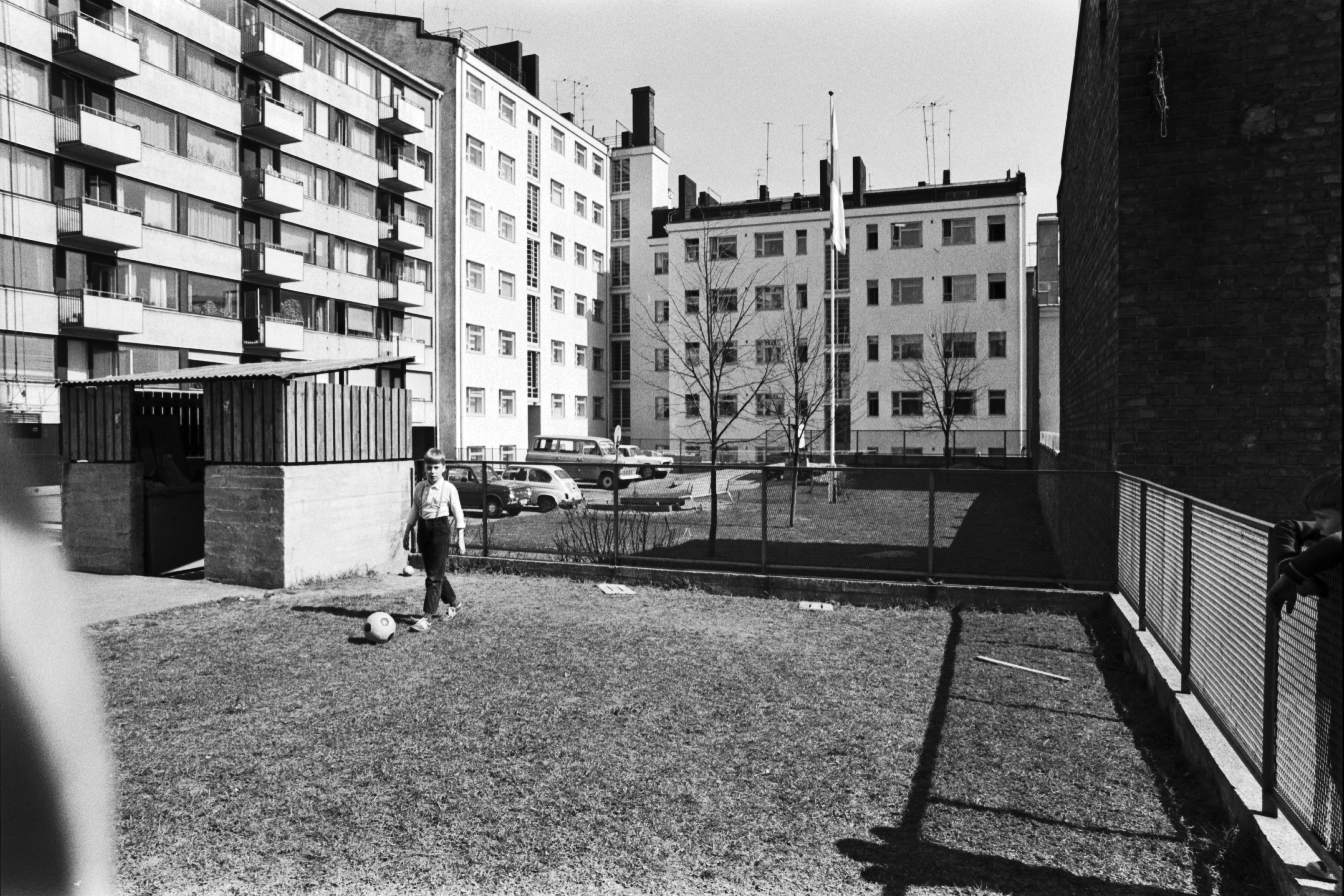
Neljäs linja 22, 24.